# Districte de Pàmies
El districte de Pàmies és un dels tres districtes del departament francès de l'Arieja, a la regió d'Occitània. Té 7 cantons i 115 municipis. El cap del districte és la sotsprefectura de Pàmies.

## Cantons
- Cantó de Le Fossat
- Cantó de Lo Mas d'Asilh
- Cantó de Mirapeis
- Cantó de Pamiers-Est
- Cantó de Pamiers-Ouest
- Cantó de Saverdun
- Cantó de Varilhes